# Black Coats & Bandages
Black Coats & Bandages to tytuł wydanego w 2004 trzeciego albumu zespołu Clann Zú.

## Lista utworów
1. "Black Coats & Bandages" – 1:37
2. "There Will Be No Morning Copy" – 6:18
3. "So Complicated Was the Fall" – 4:10
4. "t-éan bán" – 4:29
5. "One Bedroom Apartment" – 6:35
6. "From an Unholy Height" – 6:14
7. "An deirdreadh scéal" – 3:15
8. "From Bethlehem To Jenin" – 5:35
9. "You'll Have to Swim" – 6:06
10. "A Sudden Intake of Breath" – 2:33

## Twórcy
- Declan De Barra – wokal
- Russel Fawcus – skrzypce elektryczne
- Benjamin Andrews – gitara elektryczna
- Liam Andrews – gitara basowa